# Oděská fotografická společnost
Oděská fotografická společnost je odborná společnost, tvůrčí svaz profesionálních a amatérských fotografů. Společnost byla založena v Oděse 13. září 1891 za podpory a účasti majora Grygorije Grygorovyče Marazlie, Oleksandra Andrijovyče Veryga a Mytrofana Vasylovyče Šymanovského. Oděská fotografická společnost se stala první asociací fotografů v Ruské říši a spolu s Ruskou fotografickou společností a Kyjevskou společností Daguerre byla jednou z největších společností v carském Rusku.

## Zřízení

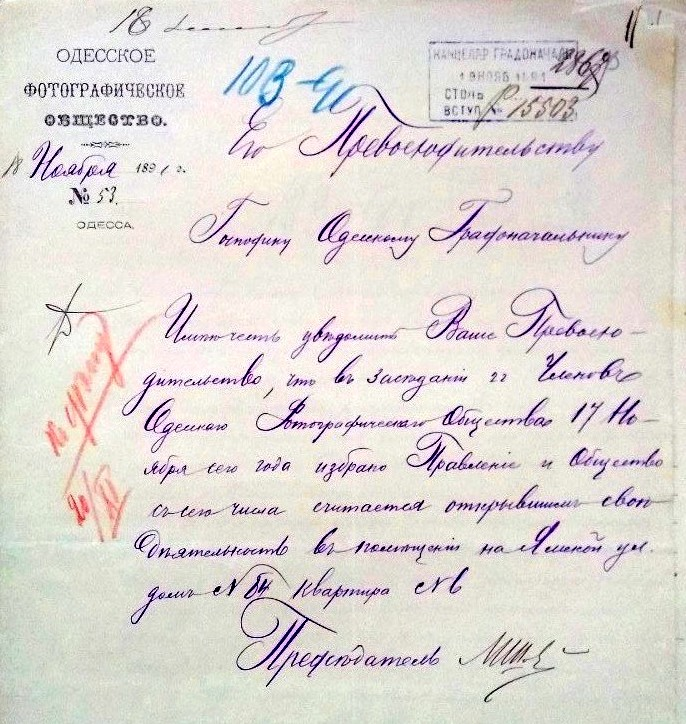
Oznámení o založení Oděské fotografické společnosti

Historie fotografie v Oděse začíná 27. února 1843 oznámením o otevření fotografického studia, které vlastnil Philippe Haas. Fotografoval vlastní vylepšenou metodou daguerrotypie. Jak připomíná historik Oleksandr Mychajlovyč Deribas, mezi nejlepší fotografy staré Oděsy patřili také: R. Fedorovec, O. Chloponin a K. A. Migurskyj. Karl-Josef Migurskyj provedl v Ruské říši první pokus o založení fotografické společnosti: v roce 1858 předložil ministru školství žádost o založení společnosti obdivovatelů světa v Oděse, která byla odmítnuta. K.-J. Migurskyj v roce 1859 vydal první praktickou učebnici fotografie v Ruské říši a v roce 1864 otevřel fotografický institut v Oděse. V listopadu 1887 byla v oděské pobočce Císařské Ruské technické společnosti založena fotografická sekce skládající se z 5 členů; o rok později měl oddíl 20 členů. Podobné sekce byly otevřeny v Nikolaevu, Kyjevě nebo Charkově.
Oděská fotografická společnost se stala první nezávislou asociací fotografů v Ruské říši. Byla založena za účasti starosty Oděsy G. G. Marazliho a za aktivní účasti O. A. Veriga, M. V. Šymanovského a E. V. Knjazeva. Podpořil ho patron hrabě M. M. Tolstoj, poskytující profesionální knihovnu a několik fotografických kamer. Známý německý fotograf Rudolf Dührkoop daroval společnosti 15 uměleckých fotografií. Listina Oděské fotografické společnosti byla schválena 13. září 1891. Předsedou společnosti byl na prvním zasedání 17. listopadu 1891 zvolen Mitrofan Vasyliovyč Šymanovskyj.

## Cíle společnosti

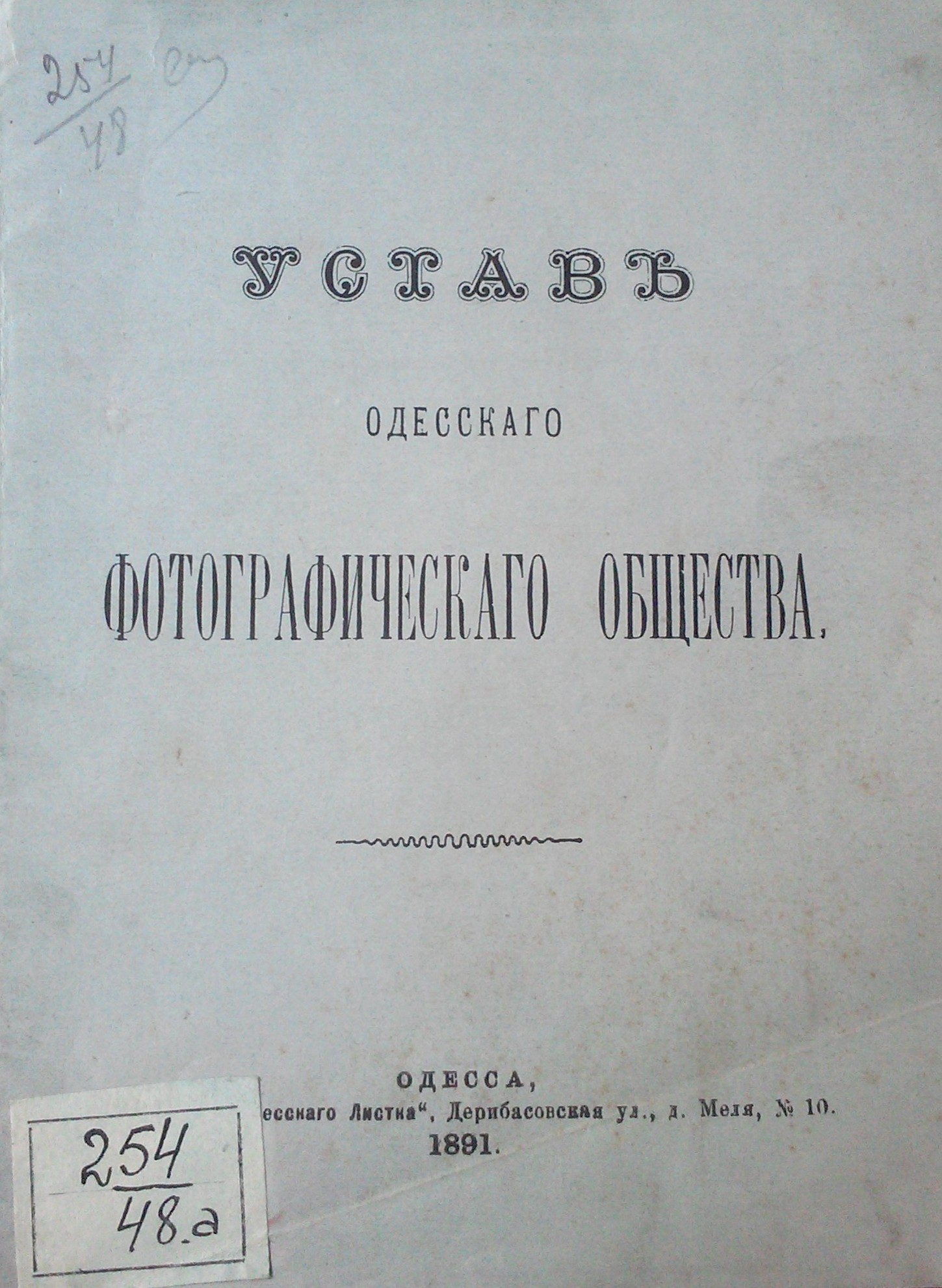
Charta Oděské fotografické společnosti

Fotografická společnost v Oděse uvedla do popředí vědecké cíle:
1. Teoretický a praktický rozvoj světlopisu ve všech oborech a šíření znalostí o ní.
2. Podpora většího a rozmanitějšího využívání fotografie ve výzkumu a práci.
3. Podporovat rozvoj cestování amatérských fotografů za vědeckými a uměleckými účely za sběrem místních materiálů.
4. Fotografování starověkých památek, výjimečných architektonických struktur, malebných míst, která jsou důležitá pro historii vlasti a rozvoj umění.[6]

Za tímto účelem fotografická společnost v Oděse požádala fotografy, aby zasílali fotografie starověkých památek, aby shromáždili co nejúplnější materiál ke studiu historie země. Na tuto výzvu reagovali amatérští fotografové. Bylo zasláno zejména šest fotografií Ackermanské pevnosti, které pořídil V. Georgiivskyj. Myšlenka zachovat starověké památky pomocí fotografie byla společným vláknem všech aktivit Oděské fotografické společnosti.
Členy společnosti mohou být osoby obou pohlaví, s výjimkou mladistvých, studentů vzdělávacích institucí a nižších vojenských hodností.

## Činnost společnosti

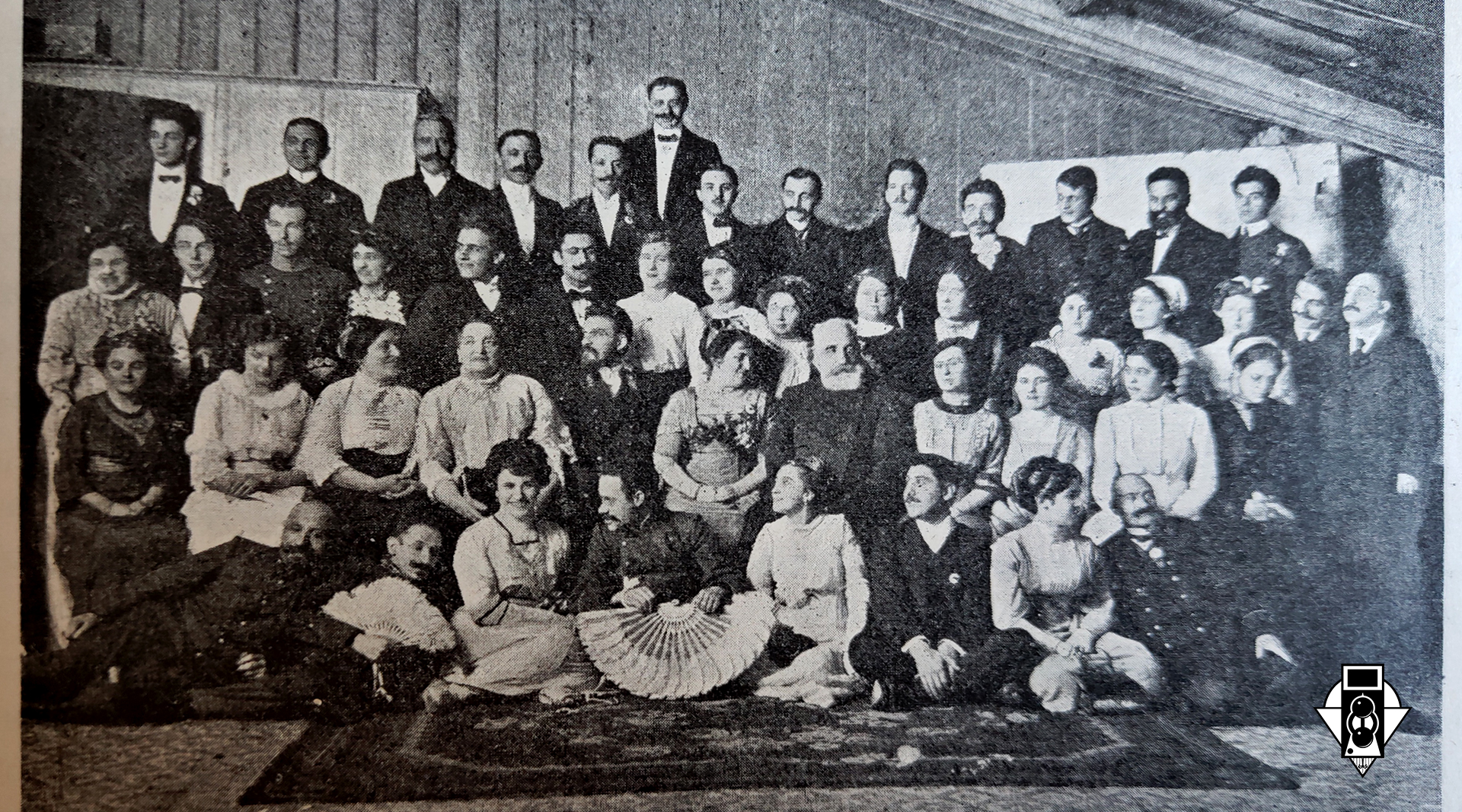
Oslava 20. výročí společnosti

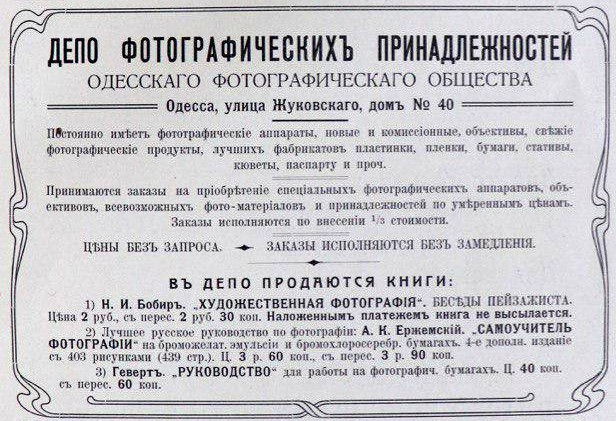
Reklama na depo fotografických zařízení v „Věstníku fotografické společnosti v Oděse“, č. 1, 1913

První setkání Oděské fotografické společnosti se konalo 17. listopadu 1893. Společnost původně sídlila na ulici Jamska 84, kv. 6 (nyní Novoselského 88), v letech 1893–1909 na ulici Jamska 79, od roku 1912 na ulici Žukovského 40. Měla vlastní fotolaboratoř, knihovnu, stálou komisi forenzní fotografie, organizovala kurzy pro fotografy a provozovala depo fotografických nástrojů, kde bylo možné koupit vše pro fotografování, vyvolávat filmy a tisknout fotografie. Členové pravidelně pořádali veřejné přednášky, soutěže, výstavy, exkurze. Společnost vydávala vědecké příručky a časopisy věnované fotografii. V roce 1916 měla společnost 180 řádných členů. V roce 1894 se členové Oděské fotografické společnosti podíleli na ilustraci katalogu muzea v Císařské Oděské společnosti historie a starožitností. Na bázi Oděské fotografické společnosti se konala Všeruská fotografická výstava (1894), Výstava fotografií (1912), a Všeruská putovní výstava umění a fotografie (1916).
Činnost společnosti pokračovala ještě nějaký čas po říjnovém převratu. V letech 1917 až 1918 se v prostorách Oděské fotografické společnosti na Žukovského ulici 40 pravidelně pořádala setkání avantgardní Společnosti svobodných umělců a fungovala Svobodná akademie Společnosti svobodných umělců. Ve 20. letech 20. století Oděská fotografická společnost pokračovala ve své činnosti na ulici Gavanny 11; jejím předsedou byl S. Šacillo. Je známo, že v roce 1928 se na této adrese fotografoval Eduard Bagrickyj.

## Obnovení činnosti
Činnost Oděské fotografické společnosti byla obnovena v roce 2019 v oděské pobočce Ukrajinské akademie věd. První setkání obnovené Oděské vědecké fotografické společnosti se uskutečnilo 29. srpna 2019. Předsedou společnosti byl zvolen O. V. Malcev, vedoucí Oděské regionální pobočky Ukrajinské akademie věd. Společnost měla více než 20 členů z Ukrajiny a ze zahraničí. Jejím cílem bylo pokračovat v úkolech historické fotografické společnosti v Oděse při podpoře používání fotografie ve výzkumu a podpoře rozvoje analogové fotografie.

## Předsedové společnosti
- Šymanovskyj M. V. (17. listopadu 1891 – duben 1893)[14]
- Španovskyj L. P. (březen 1896 – ?)[14]
- Michailov-Mučkin G. S. (16. května 1911 – 21. května 1915)[5]
- Solovjov M. A. (21. května 1915 – ?)[5]
- Šacillo S. (1920)
- Malcev O. V. (2019)

## Edice
- Cvětopis (1907–1908). Oficiální orgán Saratovské a Oděské fotografické společnosti. Editor – І. D.Perelkin. Moskva.
- „Bulletin Oděské fotografické společnosti“ (1912–1914). Redaktor G. S. Michajlov-Mučkin. Oděsa
- „Ruský fotografický bulletin“ (1915–1916) editor-vydavatel – G. S. Michajlov-Mučkin. Oděsa.

## Galerie

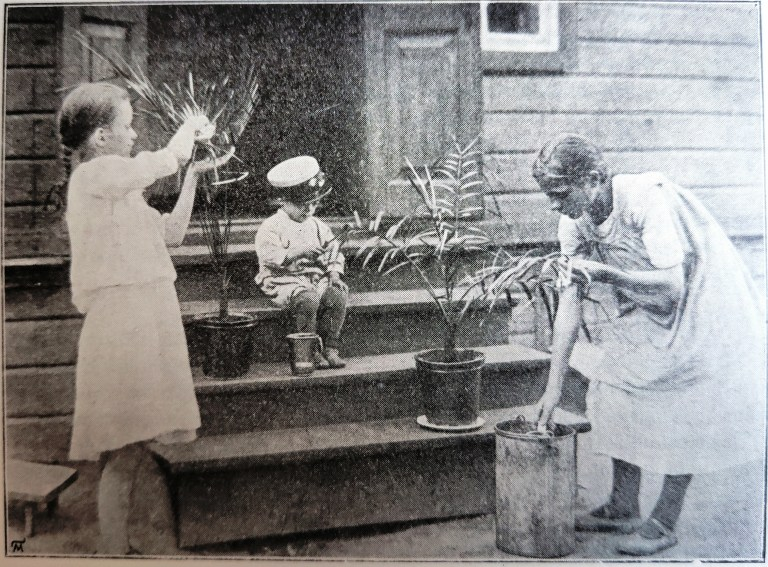
A. D. Judin: Mytí květin, výstava OFO 1913
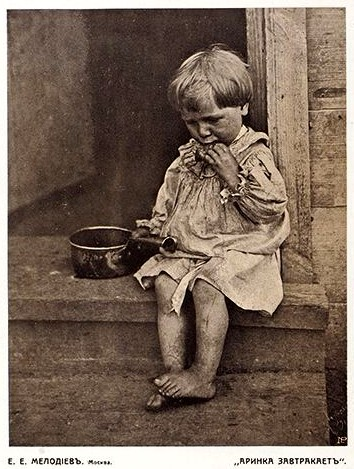
E. E. Melodijev: Arinka snídá, 1915
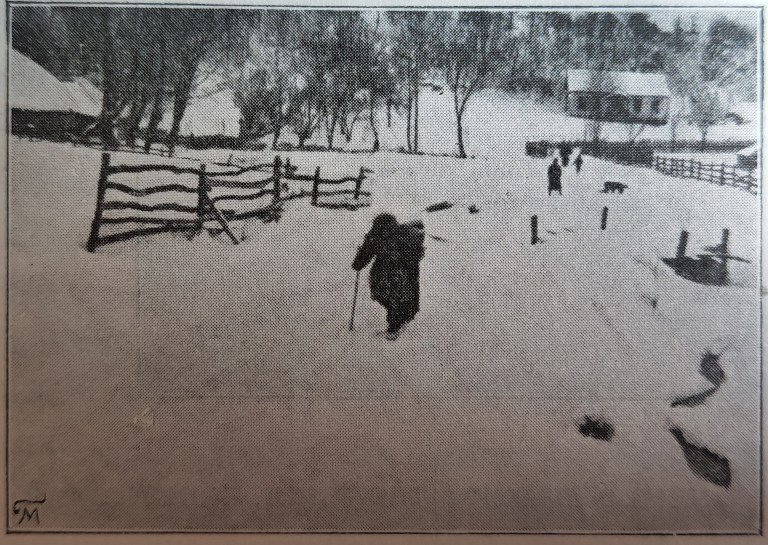
G. Fechner: Několik slov pro kompozici
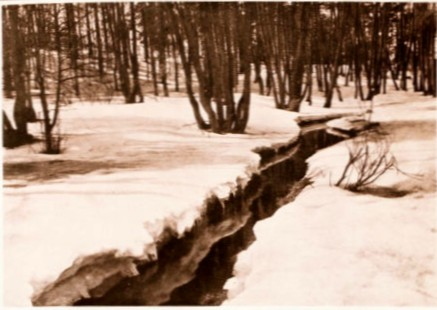
Y. A. Tymyrjazev: Potok v zimě, 1915
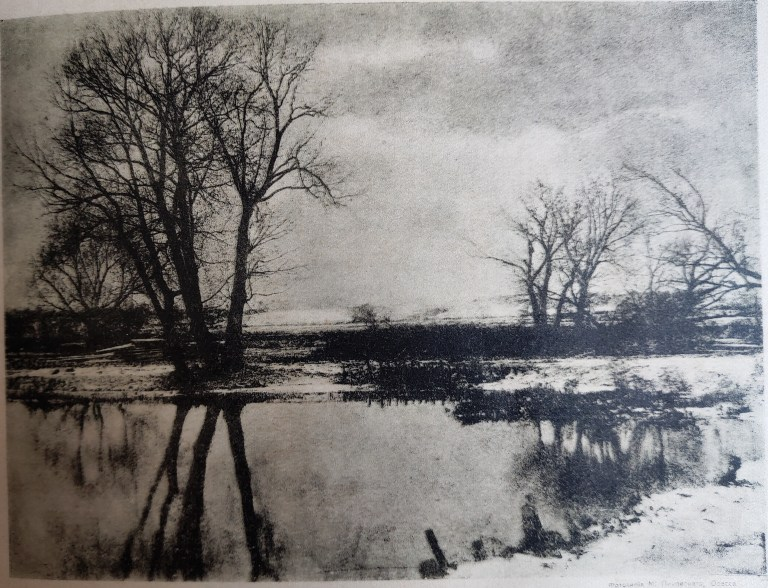
N. A. Nosov: Pejzaž (Krajina)